# 金泰峰
金 泰峰（キム・テボン、朝鮮語: 김태봉）は、朝鮮民主主義人民共和国の政治家。金属工業相、朝鮮労働党中央委員会委員などを歴任した。

## 経歴
出生地や生年月日は不明。金策工業総合大学卒業。1998年7月に最高人民会議第10期代議員に選出され、2005年5月に富寧冶金工場支配人に任命された。2008年12月には金属工業相に任命され、2009年3月9日に実施された最高人民会議第12期代議員選挙で代議員に選出され、4月9日に開催された最高人民会議第12期第1回会議で金属工業相に再任された。同年3月19日に訪中した金英逸内閣総理に随行し、温家宝国務院総理との会談に同席した。
2010年9月28日に開催された朝鮮労働党第3回党代表者会で朝鮮労働党中央委員会委員に選出され、2011年12月17日に金正日総書記が死去した際には、国家葬儀委員会委員に選ばれた。
2013年に金属工業相を解任された。

## 参考サイト
북한정보포털
| 先代金承賢 | 金属工業相2008年 - 2012年 | 次代韓孝淵 |